# 통일언론상
통일언론상은 한국PD연합회와 한국기자협회, 전국언론노조가 공동으로 제정한 상으로서 평화통일과 남북화해·협력을 위한 보도․제작준칙의 취지와 내용을 신문·방송·통신의 보도·제작에 충실히 반영한 언론인·언론사와 평화통일운동에 기여한 사회단체나 언론인 등에 시상하는 언론상이다. 전년도 10월부터 당해 9월 30일까지 1년 동안 보도 제작된 기사, 프로그램 등을 대상으로 한다.

## 역대 수상자
| 연도        | 부문   | 수상자                                                                                              | |
| ----------- | ------ | --------------------------------------------------------------------------------------------------- | --- |
| 1995년 1회  | 대상   | CBS 프로그램 '통일로 가는길' (강기영 프로듀서)                                                      | |
| 1996년 2회  | 대상   | 한겨레신문 정연주 워싱턴 특파원 기자                                                                | 칼럼과 프로그램을 통해 남북화해의 분위기를 조성하고 이질감 해소에 기여한 점을 높이 평가 정연주 기자가 칼럼 '통일을 논하지 말라' 등을 통해 정치권의 냉전적 북한인식을 비판해왔음은 물론 지난 8년동안 워싱턴 특파원으로 재직하며 남북문제의 공정보도에서 독보적인 길을 걸어왔다. |
| 1996년 2회  | 대상   | 문화방송 정길화 김환균 프로듀서(PD)                                                                 | 칼럼과 프로그램을 통해 남북화해의 분위기를 조성하고 이질감 해소에 기여한 점을 높이 평가 정연주 기자가 칼럼 '통일을 논하지 말라' 등을 통해 정치권의 냉전적 북한인식을 비판해왔음은 물론 지난 8년동안 워싱턴 특파원으로 재직하며 남북문제의 공정보도에서 독보적인 길을 걸어왔다. |
| 1997년 3회  | 대상   | 한겨레신문 북녘동포 취재 및 캠페인팀(팀장:오귀환 민권사회1부장)                                     | 굶주림의 실상을 알리는데 그치지 않고 도움을 위한 실질적 근거를 마련했다는 사실, 그리고 그 과정에서 통일을 희구하는 민족의 염원을 재확인케 했다는 점이 높이 평가. |
| 1997년 3회  | 특별상 | 문화방송 특별기획 '압록강에서 만나는 사람들'(다큐서울 정수울 프로듀서)                              | |
| 1997년 3회  | 특별상 | EBS '통일의 길'(연출:박창순, 류현위) 제작팀                                                         | |
| 1998년 4회  | 대상   | 연합통신 남북관계부 정일용 기자                                                                     | 국가보안법 및 안기부의 특수자료취급지침 등이 자유로운 취재보도르 가로막고 있다는 사실을 지적 |
| 1998년 4회  | 특별상 | MBC TV PD수첩, '북한 아이들이 죽어가고 있다', '오보 그 진실을 밝힌다'                               | |
| 1999년 5회  | 대상   | | |
| 1999년 5회  | 특별상 | 이제는 말할 수 있다 - '여수 14연대 반란사건'(연출 이채훈)                                           | |
| 2001년 7회  | 대상   | | |
| 2001년 7회  | 특별상 | 이제는 말할 수 있다 - '전향공작과 양심의 자유' 등(연출 강지웅)                                      | |
| 2002년 8회  | 대상   | MBC TV제작2국의 방성근 차장, 최원석ㆍ임정아 PD , `2002 MBC 평양특별공연'                            | 북한의 동평양대극장에서 각각 열린 `이미자의 평양 동백아가씨'와 `오! 통일코리아' 공연을 조선중앙TV와함께 프로그램으로 제작해 남북한에 방송 |
| 2002년 8회  | 특별상 | 「북한어휘사전」 「북한연감」 등을 펴낸 연합뉴스 민족뉴스취재본부                                   | |
| 2002년 8회  | 특별상 | `한국전쟁 당시 한국군인 및 경찰의 민간인 학살'을 보도한 국민일보 사회부 사건팀                      | |
| 2003년 9회  | 대상   | MBC 정전50주년 특별기획 `끝나지 않은 전쟁'(이채훈 PD 등 4명)                                        | |
| 2003년 9회  | 특별상 | 강원도민일보 송정록 기자, `통일시대를 준비한다-남북강원교류'                                        | |
| 2003년 9회  | 특별상 | KBS 이욱정 PD, `한국사회를 말한다-국방비 증액, 군축은 불가능한가'                                   | |
| 2004년 10회 | 대상   | EBS 오한샘, 성기호, 김동렬 PD,‘코리아 코리아’                                                       | 북한에 대한 협력과 지원을 재미있는 방법으로 전달하는 등 참신한 방법으로 통일문제를 다룬 점을 높이 평가 |
| 2004년 10회 | 특별상 | MBC 유현 PD, ‘이제는 말할 수 있다-1994년 그 해 여름 ‘조문파동과 공안정국’편                         | |
| 2004년 10회 | 특별상 | 여수 MBC 김남태 PD, 창사 34주년 라디오특집 다큐멘터리 ‘가슴속에 묻은 노래 山洞哀歌’                 | |
| 2005년 11회 | 대상   | SBS 박기홍 PD, ‘나는 가요- 도쿄, 제2학교의 여름’                                                    | 지금까지 남북의 화해협력을 강조하는 차원을 넘어 새로운 과제와 관점을 우리 사회에 던져주었다는 점에서 높은 평 |
| 2005년 11회 | 특별상 | SBS 오기현 PD,‘조용필 평양에서 부른 꿈의 아리랑’의                                                  | |
| 2006년 12회 | 대상   | KBS ‘현지르포 2006 북한, 중국 자본에 종속되는가’(연출 공영철 KBS 스페셜팀 PD)                       | 북한 주민들의 실제 현장 인터뷰를 통해 북한의 시장 경제화와 중국 종속의 실상을 알려줌으로써 남북경협의 중요성과 상호교류의 공감대를 확산 |
| 2006년 12회 | 특별상 | 마산MBC ‘작곡가 윤이상 10주기 특집 다큐멘터리 ‘윤이상 하늘에 새긴 선율’’(제작 김현 보도국 기자)     | |
| 2007년 13회 | 대상   | KBS 방송80년 특별드라마 <사육신>을 제작 중인 나상엽 PD와 장영복 조선중앙방송 연출가                 | <사육신>은 남북 방송드라마 최초로 KBS가 총괄 제작 지휘를 하고 북한중앙TV가 제작하는 형식의 공동제작으로 협력의 계기를 만든 사례”라며 “남과 북이 하나의 역사와 하나의 언어, 풍습을 가진 하나의 민족임을 확인하는 기회를 가지게 됐다.                                            |
| 2008년 14회 | 대상   | 진주MBC 심길보 PD, 진주MBC 창사40주년 특별기획 HD다큐멘터리 '빨치산 2부작'                          | |
| 2008년 14회 | 특별상 | KBS 윤성도 PD, '2008 북한 식량위기-굶주림의 정치경제학'                                             | |
| 2009년 15회 | 대상   | 한겨레신문 기획연재물 ‘냉전의 추억’을 집필한 김연철 한겨레평화연구소장                              | 현 정부 들어 남북관계의 경색국면에서도 무한대결의 남북관계사를 되짚어, 평화와 화해의 미래로 가는 길을 모색하고자 하는 뜻이 높이 평가 |
| 2009년 15회 | 특별상 | SBS 오기현 PD                                                                                       | 1999년 남북한 당국의 최초 공식 승인을 받아 '조경철 박사의 52년만의 귀향'을 제작해 큰 반향을 불러일으켰으며 지난 2000년에는 '평양뉴스 2000'을, 2005년에는 '조용필 평양공연'을 기획하고 공연 전 과정을 다큐멘터리로 엮은 '조용필, 평양에서 부르는 꿈의 아리랑'을 제작            |
| 2010년 16회 | 대상   | EBS 김한중 PD, 〈지식채널e〉 ‘통일합시다’, ‘저는 북한사람입니다’, ‘고무신’ 편                       | 통일이나 북한 관련 프로그램들이 무겁게 다뤄진 반면 수상작은 밝고 희망적인 분위기로 젊은 세대들에게 통일이라는 주제를 깊이 생각할 수 있는 기회를 제공 |
| 2011년 17회 | 대상   | 수상자 없음                                                                                         | |
| 2011년 17회 | 특별상 | 한겨레신문 송경화 기자의 '탈북자의 아메리칸 드림'                                                   | |
| 2011년 17회 | 특별상 | KBS제주 강인창 PD의 '4·3 의인 김익렬'                                                               | |
| 2012년 18회 | 대상   | 수상자 없음                                                                                         | 정부가 '탈북자 인권'을 부각하다보니 이 작품들이 모두 탈북자를 다뤘다는 점에서 대상을 선정하지 않았다. |
| 2012년 18회 | 특별상 | EBS <다큐프라임> ‘탈북 그 후’ 편                                                                    | |
| 2013년 19회 | 대상   | KBS 2TV PD 남진현,‘추적 60분-서울시 공무원 간첩사건의 전말’                                         | 국가기관이 올바르지 못한 방식으로 남북관계를 오도하거나 그 결과로 부정적인 여론이 형성되는 방식에 대해 문제를 제기 |
| 2013년 19회 | 특별상 | CBS 특집다큐멘터리 ‘정전 60주년 남북공존의 길을 찾아서’,                                            | 개성공단 잠정 폐쇄 사태 속에서의 대북 투자 경제인들의 현장 모습 등을 정면에서 다뤘다. |
| 2013년 19회 | 특별상 | 경향신문 ‘북한인권, 진보와 보수를 넘어’                                                             | ‘북한 인권, 진보와 보수를 넘어’는 심도 있게 북의 인권 문제와 남측 진보와 보수의 시각 등을 풀었다. |
| 2014회 20회 | 대상   | <뉴스타파>의 ‘국정원 간첩조작 연속보도’                                                             | 최초 보도는 물론 지속적으로 끈질기게 추적보도를 함으로써 질과 양 모든 측면에서 조작사건의 진상을 밝히는데 공을 세웠고 사법부의 무죄 판결을 이끌어내는 데도 결정적 역할 |
| 2014회 20회 | 특별상 | <오마이뉴스> 신은미 시민기자의 ‘재미동포 아줌마, 또 북한에 가다’                                    | 북한의 실상을 정서적으로 잘 보여줬다는 점에서 높은 평가 |
| 2015년 21회 | 대상   | 제주MBC특집다큐멘터리 '나는 대한민국 국민이고 싶다'의 김지은 PD와 EBS '통일채널e 6부작'의 이상범 PD | '나는 대한민국 국민이고 싶다'는 조선적(朝鮮籍)을 유지하는 재일교포의 애환을 알리고 편견을 불식시켰으며, 정부의 역할을 일깨우는 계기를 마련했다는 평가를 받았다. |
| 2015년 21회 | 특별상 | EBS ‘통일채널e 6부작’ 이상범 PD                                                                     | '통일채널e 6부작'은 통일의 필요성과 올바른 통일 지침을 담고 있어 통일에 무관심한 청소년 교육자료로 활용할 수 있다는 점을 평가받았다. |
| 2016년 22회 | 대상   | 뉴스파타 ‘개성공단 2부작’박정남 독립PD                                                              | 정부의 개성공단 폐쇄 조치에 따른 파장을 취재하고 파산 위기에 몰린 개성공단 입주기업 인터뷰를 통해 정부의 보상 약속 문제점을 고발 |
| 2016년 22회 | 특별상 | EBS ‘딱 좋은 친구들(연출 정성욱)’, 울산MBC ‘신불산 빨치산을 말하다’                                 | 북한이탈 청소년과 단짝인 한국 친구의 모습을 유쾌하게 그려 마음 속 분단의 장벽을 허무는 과정은 서로에 대한 인정과 이해임을 전하거나이데올로기 문제는 여전히 우리 시대가 풀어야 할 큰 숙제임을 강조했다                                                                          |
| 2017년 23회 | 대상   | 'KBS 스페셜'의 '오래된 기억, 6·15 남북정상회담'(양승동·최진영 PD)                                   | 6·15 남북정상회담의 역사적 의미를 다양한 각도에서 조명함으로써 이 시대에 바람직한 남북관계에 대한 성찰의 계기를 제공했다 |
| 2017년 23회 | 특별상 | 'SBS 그것이 알고싶다'의 '도둑골의 붉은 유령'(배정훈 PD)                                             | |
| 2018년 24회 | 대상   | SBS '84년생 김정은과 장마당 세대'                                                                   | |
| 2018년 24회 | 특별상 | KBS '우리가 태어난 곳', 내일신문'한반도 평화체제 관련 20회 연속 특집'                               | |
| 2019년 25회 | 대상   | KBS '어느 편이냐 묻는 당신에게'                                                                     | |
| 2019년 25회 | 특별상 | G1강원민방 'DMZ 스토리2'                                                                            | |
| 2020년 26회 | 대상   | SBS '샘 해밍턴의 페이스北'                                                                          | |
| 2020년 26회 | 특별상 | 웹드라마 '오늘도 일없습니다'                                                                        | |
| 2021년 27회 | 대상   | 뉴스1 '시선의 확장'                                                                                 | |
| 2021년 27회 | 특별상 | CBS '한반도 건강공동체, 생명잇다' (이형준 PD), KBS 뉴스타파 '산자여 따르라!'                        | |